# أنتوني تشيثام
أنتوني كيفن تشيثام (بالإنجليزية: Anthony Cheetham) هو عالم مواد بريطاني، في عام 2015 أصبح نائب الرئيس وأمين صندوق الجمعية الملكية.

## مناصبه وجوائزه
- وسام كورداي مورغان وجائزة الجمعية الملكية للكيمياء في عام 1982.
- جائزة الجمعية الملكية في كيمياء الحالة الصلبة عام 1988.
- عضو في الجمعية الملكية عام 1994.